# Johannes Groth
Johannes Groth (født 9. november  1988) er en grønlandsk tidligere håndboldspiller for det grønlandske landshold og tidligere træner for det grønlandske kvindelandshold i håndbold.